# Ротт (Рейнланд-Пфальц)
Ротт (нім. Rott) — громада в Німеччині, розташована в землі Рейнланд-Пфальц. Входить до складу району Альтенкірхен. Складова частина об'єднання громад Фламмерсфельд.
Площа — 9,79 км2. Населення становить 381 ос. (станом на 31 грудня 2020).